# ゲゲゲの女房
『ゲゲゲの女房』（ゲゲゲのにょうぼう）は、漫画家水木しげるの妻・武良布枝が著した自伝エッセイ。実業之日本社より2008年に単行本、2011年に文庫版が刊行された。
本書には「人生は……終わりよければ、すべてよし!!」との副題が付けられた。とあるインタビューで実業之日本社の社員と話した際に、武良布枝が口にした「終わりよければすべてよしです」という言葉に対し、それをタイトルに自伝を書かないかと持ちかけられたのが執筆のきっかけであった。
2010年にテレビドラマ放送と映画公開が相次いだこともあり、同年10月時点で50万部を突破した。2011年には文庫版が刊行された。
同書を原案に、2010年度上半期にNHK連続テレビ小説の82作品目としてテレビドラマ化され、2010年に映画化、さらに2011年に舞台化された。
2018年には『「その後」のゲゲゲの女房』が刊行された。ドラマ放送時の反響や、水木が死去した際のエピソードなどが書かれている。

## 書籍情報
- ゲゲゲの女房：2008年3月7日、実業之日本社、ISBN 978-4-408-10727-1
- ゲゲゲの女房：2011年9月8日、実業之日本社文庫、ISBN 978-4-408-55049-7
- ゲゲゲの食卓：2011年3月18日、扶桑社、ISBN 978-4-594-06386-3[4]
“金欠レシピ”から水木しげるの大好物まで水木家のさまざまなレシピを、赤貧時代の苦労話や懐かしいエピソード、水木家の未公開写真や水木しげるによる家族と妖怪のイラストを交えて紹介する。
- 「その後」のゲゲゲの女房 あるがままに。すべてに感謝!!：2018年9月13日、辰巳出版、ISBN 978-4-7778-2159-4

## テレビドラマ
NHK連続テレビ小説の82作品目として2010年3月29日から9月25日まで放送された。全156回。ドラマ撮影期間は2009年11月14日から2010年8月18日までである。
漫画家水木しげるの妻・武良布枝著『ゲゲゲの女房』を原案に、フィクションとして制作された。
連続テレビ小説は、本作から放送時間の変更を行い、後述する社会的反響や、本作以降の作品の視聴率が好調に転じたように分析されることなどから、連続テレビ小説の転換点とも位置付けられる。

### 概要
1939年（昭和14年）のヒロイン少女期から始まり、1961年（昭和36年）、29歳の時39歳の貸本漫画家との結婚を転機に、その後の喜びも苦しみも共にする夫婦の軌跡が妻の視点で描かれた（1986年（昭和61年）まで）。さらに、様々なエピソードを通して家族の絆だけではなく周囲との心温まる交際、出会いと別れ、また単なる人情味あふれる話にしない漫画界などの厳しい現実、戦争の爪痕、紙芝居と貸本業の衰退など世相が複眼的に描かれた。このようにヒロインの半生記としてホームドラマのほか、サクセス・ストーリー、業界ドラマ（漫画）、昭和ノスタルジアの要素もある。ただし、サクセス・ストーリーは原案にそって窮乏生活が長く描かれており（第5週 - 第15週）、昭和ノスタルジアは「古き良き時代」で終わらせず、漫画への偏見や高度経済成長期の斜陽産業・貧困（取り残された人々）など、負の側面も含む。
物語は、原案者夫妻が生活する東京都調布市と、夫妻の出身地島根県安来市と鳥取県境港市を舞台とする。脚本は山本むつみが担当しており、山本が原案のドラマ化を希望した。音楽は窪田ミナが担当し、主題歌（テーマソング）は本作品のために書き下ろされたいきものがかり「ありがとう」が起用された。長身のヒロイン役に本作が連続テレビ小説初出演となる松下奈緒（身長174cm）が、その夫役に向井理（身長182cm）が起用された。ヒロインはオーディションを行わずに決められた。
オープニングやラストシーンなどで貧乏神（片桐仁）と水木作品に登場する妖怪（アニメーション）のように存在が実証されていないキャラクターを実写と合成させるなど、連続テレビ小説として表現上の新機軸が打ち出された。そのため、水木プロと東映アニメーションの著作クレジットが記載された。また、安来市に現存する原案者の生家について正確に図面を取ったほか、大正時代の帳面まで撮影するなど事前に綿密な調査が行われ、撮影用スタジオで生家がリアルに再現された。本作品を放送するにあたって以下の変更があった。なお、NHKの公式ホームページ「連続テレビ小説一覧」が開設されてから初めて、番組ホームページが独立して作られた。
- 総合で朝の放送時間帯が48年ぶりに変更され、第2作『あしたの風』（1962年度）以来の8時15分開始が15分繰り上げられて8時開始になった[注 8]。その背景として総合の視聴率低迷があった[注 9]。そのため、NHKは新年度（2010年度）事業計画で連続テレビ小説の総合8時スタート[12]、その後に民放各局のワイドショーに対抗する番組を編成する方針を示した[注 10][注 11]。
- オープニング前に毎回60秒 - 2分強前後のアバンタイトル（導入部）が入るようになった[注 12]。
- NTSC（地上アナログテレビ放送）が翌年の完全地デジ化を踏まえてレターボックス14:9から、地上デジタルテレビジョン放送と同じレターボックス16:9に変更された[注 13]。

### あらすじ
島根県安来市大塚町の飯田家の三女・布美枝（ふみえ）は、小さい頃からおとなしく内気な性格で、背の高さにコンプレックスを持つ少女であった。何度かの縁談があったが「背の高さ」から良縁に恵まれず、29歳になった布美枝は、実家の酒屋で家事手伝いの日々を送っていたが、肩身の狭さも感じ始めていた。
ある日、鳥取県境港市の出身で、東京都調布市に住んでいる39歳の貸本漫画家・村井茂（ペンネーム・水木しげる）との縁談が持ち上がった。少し破天荒でマイペースな村井は、戦争で所属した部隊のうち、ただ一人の生還を果たしていたが、戦地で左腕を失っていた。
1961年（昭和36年）、見合いから5日後に結婚式を挙げて新婚生活が始まったものの、暮らしはとても貧しく先の見えない苦しいものであった。それでも貸本漫画を書きつづける茂のひたむきな姿勢に、心を打たれた布美枝は漫画のアシスタントも務めるなど、「何があっても、この人と一緒に生きよう」と決意する。
その後、出産・プロダクション立ち上げなどの数々の試練を乗りこえて、商業誌デビューをした水木は、「ゲゲゲの鬼太郎」「悪魔くん」「河童の三平」などの妖怪をモチーフにした人気作品を発表し、ついに漫画家として日の目をみた茂。結婚から5年、それらの大ヒットを境にして、2人の生活が激変していくのであった。

### 登場人物

#### 村井（水木）家の人々
飯田布美枝 → 村井布美枝
演 - 松下奈緒、佐藤未来（10歳・12歳）、菊池和澄（7歳）
ヒロインであり主人公。次姉ユキエと異なり子供の頃から目立たず内気な性格だが、土壇場で力を発揮すると父から評された。また、同じミシンを長年愛用するなど飽きっぽくなく、苦境に立たされても逃げ出さないなど粘りづよい。10歳頃、男子にからかわれてから長身を気にしている。洋裁学校で身に着けた技術はプロにも認められるほどだったが、就職と縁談が同時期に重なり、縁談は長身を理由に断られ、その間に就職の話も流れてしまう。
跡継ぎである兄夫婦の存在と店を手伝う弟の成長により、実家での存在感が小さくなっていた29歳のとき、39歳の村井茂と見合いをした。わずか5日後に鳥取県米子市で挙式し、嫁入り道具も調わず新婚旅行もないまま慌ただしく茂と東京へ向かった。窮乏生活を辛抱づよく凌（しの）ぎながら夫の成功を信じて支え、また二児に恵まれる。原案者の武良布枝（旧姓・飯塚）がモデル。
村井茂
演 - 向井理、川口翔平（少年）、田中碧海（幼少期）
ヒロインの夫であり、もう一人の主人公。太平洋戦争中、陸軍兵士としてニューブリテン島に出征。歩哨のとき攻撃され、前方に単独配置された分遣隊（分隊規模）で唯一生き残った。しかし、敗走時に感染したマラリアの療養中に空襲で左腕を負傷し、無麻酔の切断手術を受けた。左腕を失っても悲観することなく、戦地で終戦を迎えた。戦後、絵で身をたてようと決意、紙芝居画家を経て、東京都調布市で貸本漫画家をしていたときに布美枝と結婚。長く不遇の時代を過ごすものの、どこか飄々とした雰囲気を漂わせながら努力を重ね、貸本漫画から漫画雑誌への進出に成功。独創性、物語性を評価されて40代にして遅咲きの売れっ子漫画家になった。
小学校で遅刻を繰り返したり、子供の頃から価値がないような事物に強い関心を寄せたり、家計が苦しくても仕事の気分転換にプラモデルを買って作ったり、とマイペースで型破りの人物。その一風変わったところが独創的な作品を生み出した、と性格が似ている父から評された。また家庭ではお金や時間に余裕がない中、妻子に対し不器用ながら愛情を注ぐこともある。反面、家訓「寝ている子供を起こさない」を垂れたり、思い入れのあるニューブリテン島への移住を口にしたりする等、ときたま家族を困惑させている。ただし次女・喜子とは気が合う。原案者の夫、武良茂（漫画家・水木しげる）がモデル。
村井藍子
演 - 青谷優衣（19歳 - ）、菊池和澄（9歳）、清水詩音（5歳 - ）、篠川桃音（3歳 - ）、吉田明花音（1歳半）、星流（10か月）、中田夢梨（乳児）
夫妻の長女。ヒロイン（7歳）を演じた菊池和澄が藍子役で再起用されたように、母親似の性格。幼い妹をたしなめたり、家を飛び出した母に代わって食事の後片付けをしたりする等、しっかり者の長子である。父が水木しげるであることを隠してきたものの、10歳頃に知られて男子にからかわれたり女子からも好奇の目にさらされたりしたことから、小学校が好きではなく成績もぱっとしなかった。だが大学時代に猛勉強、大学4年の1984年（昭和59年）に東京都教員採用試験に合格、小学校教員になった。作中では、ヒロイン子供時代の教訓的なエピソードが長女・藍子で再現されており、その中で同居する祖母（ヒロイン：飯田登志、藍子：村井絹代）が重要な役割を果たした。また進路をめぐる父と娘の対立・和解も再現された（過去：飯田源兵衛とユキエ・いずみ）。なお藍子をとおし、有名人の子供の視点からリアルな子供の世界が描かれた。
村井喜子
演 - 荒井萌（15歳 - ）、松本春姫（5歳）、渡辺怜（乳児）
夫妻の次女。ほかの幼稚園児がいない昼寝時間にブランコに乗ったり、思春期でも妖怪に夢中になったり、と父親似のマイペースな性格で一風変わったところがある。作中ではその孤立しがちな子供の視点からも、リアルな子供の世界が描かれた。祖母・絹代からは性格を「あんたは優しくて、自分を飾らんところがええ。やからあんたと話してるとほっとする」と評価されていた。茂も感心するほど水木漫画を多く読んでおり、茂にとっては性格、話の合う娘であると同時に、最も身近なファンともいえる存在。高校進学前から進路に悩んでいたものの、水木プロを手伝う機会を得たこともあり、短大在学中に、好きな父の漫画にかかわれる同プロへの就職を決心した。

#### 飯田家の人々
安来の飯田家は、家父長的な源兵衛に反発する者もいるが、直系家族として続いている。
飯田登志
演 - 野際陽子（ナレーション〈語り〉も担当する。）
布美枝の祖母で、源兵衛の母。早くに夫に先立たれ、一から商売などを独学し、その後の飯田家を担った苦労人。「おばば」と呼ばれた。隠居後は多忙な息子夫婦に代わり、孫たちの世話を担う。布美枝にとっても、折りに触れて励ましてくれる優しい祖母。良縁に恵まれるように、との願いを込めて母から受けついだ珊瑚玉の簪（かんざし）を年頃の布美枝に渡した。布美枝の結婚前に脳梗塞で倒れ、源兵衛たちが熱心に看病する中他界した。
飯田源兵衛
演 - 大杉漣
布美枝の父。子供の頃父の他界によって家業（呉服商）に従事した苦労人。太平洋戦争中、統制経済下の企業整備で業種転換を余儀なくされて腐心した。戦後「飯田酒店」を開業、布美枝など家族と共に事業を軌道に乗せる。さらに市会議員をつとめるなど、戦中戦後の動乱期を乗り越えて地元の名士となる。家庭では厳格、直情径行的な頑固親父であり、明治民法下の戸主のような言動をし、次女・四女と衝突したが、妻を含め家族に対する愛情は深く、布美枝のいざという時の頑張りを評価し、「頼りにしている」と話すなど、子供たちそれぞれを細やかに見守っている。明治生まれの家長らしく古風な価値観を持つが、茂に対しては彼の腕の障害や漫画家という職業に偏見を抱くことはなく、布美枝の縁談について反対する親族もいる中、茂に見どころを感じて布美枝に結婚を勧めた。布美枝の結婚後は2回調布の村井家を訪問、娘を励まし、茂の成功が伝えられると心から喜んだ。1985年（昭和60年）に脳梗塞で倒れ、右半身が不自由になり、介護を受ける立場となる。源兵衛自身死を予感しながら、翌年の秋、彼岸花が咲く頃に他界。最終回、源兵衛に最後の別れをするために村井（水木）家の4人が安来に行き、ヒロインの故郷でラストシーンを迎えた。
飯田ミヤコ
演 - 古手川祐子
布美枝の母。控えめな態度で夫に仕え、家族に尽くし、自身と同じように感情を抑えがちな布美枝の良き理解者でもある。短期間に布美枝の結婚が決まると、嫁入り道具が間にあわない中、呉服業を廃した戦時中も手放さなかった上質の反物でつくった和服（青海波の文様）を布美枝に渡し、幸せを願った。布美枝の結婚後は夫と共に実家で布美枝たちを案じ続ける。また妻として母として、布美枝の姑・村井絹代とも互いに相手の立場を思いやった。リウマチの持病を抱えている。なお全般的な傾向として、時代と舞台と配偶者（職種）を変え、新世帯でヒロインが母ミヤコの役割を果たすことになる。
飯田暁子 → 塚本暁子
演 - 飯沼千恵子、小林さり（青年期）
布美枝の長姉。新婚の布美枝が東京駅に着いたときに初登場。都内（赤羽）に在住し、唯一頼れる身内であった。サラリーマンの夫と息子二人の核家族で、貧しいヒロイン一家と違い余裕のある生活をしている。布美枝の第二子妊娠時に夫の転勤で東京から離れていた。
飯田ユキエ → 横山ユキエ
演 - 星野真里、足立梨花（青年期）
布美枝の次姉。活発で開放的な性格で、好奇心旺盛、感情を抑えにくい一面を持つ。戦時中映画『モロッコ』の宣伝チラシを見ながら、知らない世界に行ってみたいと少女の布美枝に語った。父の勧める縁談に強く反発したものの、相手の人柄を知ると自ら見合いを望み、小学校の教員をやめて実家近くの農家・横山家に嫁いだ。父からは「お前がわしの性格を一番濃く受け継いでいる」と評されており、四女いずみと共に対照的なキャラクターとしてヒロインの特徴を強調する役柄でもある。
飯田哲也
演 - 大下源一郎、渡邉等士、糟谷健二（幼少期）
布美枝の兄。教員であり、跡取りとして実家で両親と同居している。
飯田邦子
演 - 桂亜沙美
哲也の妻。布美枝よりも年下の義姉で、布美枝と仲が良く、第二子妊娠時には布美枝に第一子の俊文の子守を頼んでいた。飯田家で電化製品を購入した際には、「今迄家のことを中心になってやってくれていた布美ちゃんが、相談もなく台所のものを買われたら、いい気分はしないのでは」と布美枝に配慮を示したり、東京へ嫁ぐ不安を語った布美枝を励ますなど、優しく、思慮のある性格。後年、介護をしている源兵衛から「本当の娘」と感謝された。
飯田俊文
演 - 馬渕誉、佐藤詩音、神谷涼太
哲也夫婦の息子。布美枝の甥。若くして結婚し独立したが、なかなか子供が出来なかった。
飯田絵里子
演 - 三宅朱皓、飯田ゆか、平林靖子
哲也夫婦の娘。布美枝の姪。
飯田貴司 → 及川貴司
演 - 星野源、鈴木福、小林海人（幼少期）
布美枝の弟。飯田家4姉妹の中で布美枝と最も仲がよく、また布美枝に似て温厚で人当たりが柔らかい。家業を手伝っていたとき、ミシン販売店の跡継ぎ娘・及川満智子と交際するものの、そのことを知らない父が店を持たせて分家独立させようとしたため、両者の板ばさみで思い悩む。その後、帰省中の布美枝のアドバイスもあり、満智子との結婚を選び婿入りした。1972年（昭和47年）、新型ミシンの研修で上京したとき、仕事に忙殺されて家庭に目を向けない茂のことで布美枝にアドバイスするとともに、他人事ではないと反省を口にした。しかし、ミシン販売業の不振から脱却しかけた矢先、釣りに行った際に海に転落し、妻子を残して帰らぬ人となる。
飯田いずみ → 森川いずみ
演 - 朝倉えりか、朝田帆香（幼少期）
布美枝の妹で末子。次姉ユキエに似て好奇心・自立心が旺盛で感情を抑えにくい性格。布美枝が帰省したとき、東京への憧れを口にした。短大を卒業（当時の高学歴女性）して産休補助教員をしており、自動車の運転免許を持っている。布美枝が第二子を身ごもると、父の命令で村井家の家事と育児をしばらく手伝うことになった。アシスタントの倉田に恋心を抱くが倉田には受け入れてもらえず心を痛める。しかし、その後、倉田の一心不乱に漫画原稿に向かう姿を見て、また、郁子の仕事に生きる覚悟、布美枝の貧乏に耐える強い気力、茂や漫画アシスタントの目標に向かって努力する姿を実感する。倉田に対しては「本物の漫画家を目指す姿をずっと応援し続ける」と、彼への思いにけりをつける。見合いに関しては、もし嫌な相手なら父親が何と言おう見合いはしないと言い切り、自らも一歩踏み出すべきと思う。調布を去る日、茂の家の前で倉田から「いままで長々と保留していた御礼」として「笑顔のいずみの絵」を受け取り、思いを新たにし安来に帰る。後日、見合いをして即断即決で結婚し、一児をもうける。
宇野輝子
演 - 有森也実
ミヤコの妹で、布美枝の叔母。少女時代の布美枝は、どんな時でも話を聞いてくれ受け止めてくれる彼女に慣れ親しんでいた。布美枝と茂の急な結婚に不満を漏らしていた。

#### 村井家の人々
境港の村井家は、飯田家と好対照であり、そのことが家風にも表れている。核になる夫妻は、前者の修平・絹代が「かかあ天下」で、後者の源兵衛・ミヤコが「亭主関白」である。修平は当時めずらしい大学卒で、東京で学生生活を楽しんだのに対し、父が他界した源兵衛は高等小学校を卒業して家業に従事。また村井家は、家業も大きな資産もないこともあり、子供3人が県外で生活し（最終的に東京に集まる）、結局のところ修平・絹代夫妻も境港を離れてしまう。なお特徴として、子供3人が両親につけたあだ名を使いつづけている。
村井修平
演 - 風間杜夫
茂の父。食欲など欲望を抑えようとしない質（たち）で、恥になるような話を面白おかしく人に聞かせる等、ひょうひょうとして憎めない人柄。食欲旺盛で「胃が突出して強い」との意味から、息子3人に「イトツ」と呼ばれる。同世代の中で数少ない大学卒の高学歴を持つが、映画館の経営など事業に失敗したり口車に乗せられそうになったりと社会生活に適応するための経済的能力が低い。そのため妻に頭が上がらない。また、学生時代から映画や芝居など芸能が好きで、茂の創作活動にも少なからず影響を与えた。TVアニメ版『ゲゲゲの鬼太郎』がヒットすると夫婦で上京し、茂一家と同居した。1984年（昭和59年）、ゆかりのある弁士の孫・川西志穂に会って未完の映画シナリオの創作意欲が再燃するものの、過去の事業と同じように成功（完成）させることなく家族に看取られて他界した。
村井絹代
演 - 竹下景子
茂の母。周囲との軋轢（あつれき）を恐れないほど厳格で（モットー：孟子（公孫丑上）「［やましいことがなければ、反対者が］千万人といえども吾ゆかん」）、夫が夫だけに堅実でもある。また、旧家の出を口にするなどプライドが高く、茂に義手を強要するなど世間体をとりつくろう傾向にあるなど総じて修平と正反対なところが多い。よく怒る様から息子たちに「イカル」（怒る）と呼ばれ、煙たがられている。
40歳になろうとする茂を心配し、強引に帰郷させて布美枝と見合いをさせた。また、はがきで茂の安否を問いつづける等、一方的な母性愛で布美枝たちを少々閉口させている。茂一家と同居後、布美枝が茂の世話に専念できるよう「心臓がよくない」と主張し、仮に高齢の夫が一人残されても生活できるよう夫に家事（の訓練）をさせたが、思いがけず夫に先立たれてしまい家事で束縛したことを後悔した。後日、上京した飯田ミヤコに対し長年つれそった夫との死別（対象喪失）を子供でも孫でも補えない深い悲しみと胸中を打ち明けた。
村井雄一
演 - 大倉孝二
茂の兄。都内の風呂なし市営住宅に住んでいるため、風呂を借りに家族で茂の家をよく訪れる。茂が多忙になった後、水木プロダクション設立に協力し簿記の資格を持つ妻の佐知子を経理担当に推した。
村井佐知子
演 - 愛華みれ
雄一の妻で、茂の義姉。結婚前に紙問屋で経理部にいた。簿記の資格を持つため水木プロダクションの経理担当になった。
村井光男
演 - 永岡佑
茂の弟。福岡県で会社勤めをしていた。TVアニメ版『ゲゲゲの鬼太郎』がヒットして茂への取材などが増えたため、退職して上京し水木プロダクションのマネージャーになった。

#### 安来の人々
野村チヨ子
演 - 平岩紙、小西風優→鍋本凪々美（幼少期）
布美枝の幼馴染で、同じ女学校、洋裁学校に通う。その後、サラリーマンと結婚。
留蔵 / 克江
演 - 春海四方 / 梅沢昌代
近所で魚屋「魚八」を営む夫婦。

#### 東京の人々
田中美智子
演 - 松坂慶子
調布の貸本屋「こみち書房」の女店主で布美枝が調布で最も頼れる知人。天真爛漫で周囲を明るくする性格。早くに息子を亡くしたため、小林太一を息子の様に心配する。元々家族で飲食店を営んでいたが、夫の戦争の後遺症と義母の高齢もあり貸本屋を始めた。悪書追放運動による経営難や夫の再就職などの事情から、1964年（昭和39年）東京オリンピック開会式の日に店をたたみ千葉に引っ越す。その後「悪魔くん」テレビ放送第一話の当日（1966年（昭和41年）10月）に村井家に祝電を送り、千葉への転居から8年後の1972年（昭和47年）に調布を訪ね布美枝や商店街の面々との再会を喜んだ。千葉でもいずれ「こみち書房」を立ち上げ水木作品をお薦めにすると布美枝達に宣言するも、貸本の退潮で漫画雑誌等を置く書店として「こみち書房」を継続させていたが、1985年（昭和60年）頃に遂に店を閉めた。第22週に再登場。茂夫婦に近況を報告する。
田中政志
演 - 光石研
美智子の夫。戦争で外地に出兵した折に負傷。その後シベリア抑留生活を経験した。戦前は腕前のいい電気工でシベリア抑留時に重宝されたが仲間の嫉みに遭い、かつ子供が死んだことで前向きに生きることができなくなっていた。悪書追放運動で「こみち書房」が経営難の頃かつての仲間に電気工復帰を誘われ迷うが、茂の一言に諭され千葉で電気工として出直すことを決意した。
田中キヨ
演 - 佐々木すみ江
政志の母で矍鑠とした性格。美智子と共に貸本屋を営む。リウマチの持病があり布美枝が時折灸を行った。
深沢洋一
演 - 村上弘明
経営していた貸本漫画出版社・三海社（三洋社がモデル）で富田書房と絶縁した茂を歓待し「鬼太郎夜話」を積極的に出版した。しかし結核で倒れて長期療養に入り、三海社が倒産した。療養後、新たに出版社・嵐星社（青林堂がモデル）を立ち上げ、漫画雑誌『ゼタ』（『ガロ』がモデル）を創刊した。「雄玄社マンガ賞」受賞後、多忙な茂夫妻のよき相談相手になり、アシスタント（倉田圭一）の確保に力を貸したり、プロダクション設立のアドバイスをしたりした。1986年（昭和61年）7月の水木プロ20周年パーティーには、体調を崩したため未参加であった。
浦木克夫
演 - 杉浦太陽
茂の幼馴染み。茂を「ゲゲ」と呼ぶ。茂からは「イタチ」と呼ばれている。
常に金儲けしか考えておらず「出版プロデューサー」や「広告代理店オーナー」を自称。たびたび儲け話や厄介事を持ち込んでは茂夫妻を振り回すトラブルメーカー。その調子のよさと金銭への執着から茂は彼をモデルに「ねずみ男」のキャラクターを作ることになる。はるこに惚れ彼女が実家の山梨に帰ったときは悲しんだが、すぐに深沢の秘書である加納に乗り換えるなど節操のない一面も。しかしどこか抜けた面のある憎めない男である。
金儲けで茂を巻き込もうとしたことで茂の母・イカル（絹代）にこっぴどく叱られたことがあり、それ以来イカルが大の苦手だが、最終週の水木プロ20周年パーティーでも、茂との会話もそこそこにイカルに話し相手としてつかまる始末だった。
河合はるこ
演 - 南明奈
駆け出しの少女漫画家。原稿を深沢のところに持ち込んだ際に茂と知り合った。少女漫画で苦戦していた茂の臨時アシスタントをしたこともある。ジャンルは違うが茂の漫画を高く評価し心酔していた。その後、両親と約束した期限内に大成が叶わなかったため、実家・山梨に戻った。
第23週で山梨県内の小学校の臨時職員から正職員に採用された設定（年代は1981年）で再登場。水木プロを訪れ茂に野外学習のため勤務先小学校への訪問を打診し茂が応諾、野外学習先の山梨県の河原で妖怪「小豆洗い」と遭遇、茂に妖怪事典の製作を決意させたことから、結果として間接的ながら茂がスランプから脱出するきっかけを作り再起を図らせた人物。
つりたくにこがモデルとの説がある。
小林太一
演 - 鈴木裕樹
工員。こみち書房の常連であり茂の漫画の愛読者。岩手県遠野綾織出身で、中学を卒業後上京。寺山修司に憧れ詩人を目指している。勤務先の工場の移転に伴い福島県に転居。最終週で再登場して水木家を訪れ、現在は工場長になり詩は趣味として続けていることを語った。
戌井慎二
演 - 梶原善
茂の貸本漫画家仲間であったが後に漫画家を断念。「墓場鬼太郎」最初のファンの一人で、茂宅に押しかけ「墓場鬼太郎」の魅力を熱く語るエネルギッシュな好人物で、水木プロ20周年の時には四半世紀の付き合いになっていた。出版会社「北西出版」（東考社がモデル。社名は「いぬい」を24方位と結び付け、「戌亥=乾」が意味する方角の「北西」に由来する。）を経営し、漫画家断念後に「悪魔くん」を世に出すため奔走する。「悪魔くん」の初回テレビ放送の日に茂は最初に戌井に感謝の言葉を伝えた。第23週に再登場。
富田盛夫
演 - うじきつよし
貸本漫画出版社・富田書房（兎月書房がモデル）の社長。茂が専属的に作品を納めていたが新規事業の失敗で経営が傾き、茂への原稿料払いを渋ったため茂に絶交された。その後半年振りに茂と再会・和解して「河童の三平」で再起を図るが、結局会社が倒産した。そのため原稿料を手形で受け取っていた茂は原稿料を受け取れなかった。倒産後五反田の小さな印刷会社で働き、原稿料の一部を茂に支払う。「悪魔くん」テレビ初回放送当日は街の食堂で一人その様子を固唾を呑んで見守った。
亀田達吉
演 - 徳井優
かめだ質店店主。茂と雄一は「一六銀行」と呼んでいる（1+6=7(しち)であることにちなんだ質屋を指す隠語）。「水木プロダクション」設立後も喫茶店の常連客としてしばしば登場。
松井靖代
演 - 東てる美
こみち書房の常連客。調布のすずらん商店街にある銭湯のおかみ。現在は銭湯を嫁にまかせ、ロザンヌ化粧品の「ロザンヌレディ」として活躍中。
山田和枝
演 - 尾上紫
こみち書房の常連客。調布のすずらん商店街にある乾物屋「山田屋」のおかみ。布美枝に自動車の運転を勧める。
三浦徳子
演 - 棟里佳
こみち書房の常連客。調布のすずらん商店街にある床屋のおかみ。
マスター
演 - 広戸聡（出雲方言指導も担当）
すずらん商店街にある喫茶店「再会」のマスター。調布でのコミュニティサロンのような存在として、要所で喫茶店のシーンがしばしば登場した。

#### 水木プロ社員
倉田圭一
演 - 窪田正孝 ※第17週 - 第19週、第26週にゲスト
大阪で看板屋に勤めるかたわら投稿した『ゼタ』掲載漫画が茂の目に留まり、深沢の仲介で上京。茂のアシスタントになった。漫画賞大賞を取り漫画家デビューしアシスタントを卒業した。
小峰章
演 - 斎藤工 ※第17週 - 第19週、第26週にゲスト
元・貸本漫画家。深大寺参道でスケッチをしていたとき、茂に画力を見込まれてアシスタントに期間限定で採用された。倉田卒業と時同じくしてアシスタントを卒業し旅に出る。
菅井伸
演 - 柄本佑 ※第17週 -
愛称「菅（すが）ちゃん」。水木プロの最古参アシスタントで倉田・小峰とともに水木プロ旗揚げに参加。実家は栃木のかんぴょう農家（茂は、偶然にも第一印象を「かんぴょうのような男」と言っていた）。当初茂は菅井を雇うつもりがなかったが、半ば強引にアシスタントとなった。幼い頃の藍子・喜子のお守りをしていたこともある。当初は画力の無さや注意力の低さ（ミスの多さ）からお荷物的な立場であったが、倉田と小峰が退社した後はアシスタントの中心的存在となり、後に茂が過労で倒れた際落ち込んでいる皆を奮起させた。点描を専門に担当し茂も舌を巻く程のレベルに上達する。最終週で入社20年目（45歳）にして「夕顔畑に風が吹く」という作品で漫画の新人賞に入賞を果たしたが、本人の希望と茂の想いもあって作家デビューはせず水木プロに残る道を選んだ。同窓会で再会した子持ちの女性と結婚している。
相沢幹夫
演 - 中林大樹 ※第20週 -
倉田・小峰が抜けた後に入ってきた茂のアシスタント。古株の菅井を差し置き後輩のアシスタントに頼りにされるが、本人は菅井を尊敬しており共に長く水木プロで茂のアシスタントを務めることになる。水木プロ20周年謝恩パーティーの場で倉田のファンであると述べた。元教員の妻との結婚に際し水木夫妻に仲人をお願いした。
実在のアシスタントで漫画指導にもあたっている村澤昌夫がモデル。

#### その他
第1週
ヒロシ
演 - 相沢大翔
布美枝を「電信柱」と呼ぶガキ大将。
校長
演 - 山瀬秀雄
ユキエの勤める学校の校長。
横山信夫（青年期）
演 - 石田法嗣
ユキエの見合い相手。農家の跡取り。姉を気遣った布美枝の願いで一度は破談になりかけるが、紆余曲折を経てユキエと結婚する。
田村先生 / 看護婦
演 - 肥後貞夫 / 大村彩子
蜂に刺され失神したミヤコを診察した田村医院の医師と看護婦。
浜乃屋の店員
演 - ネゴシックス
叔母輝子の嫁ぎ先「浜乃屋」の店員。
演じたネゴシックスは島根県安来市出身であり、この際は本来の安来弁でしゃべっていた。
体操の男性
演 - 原田修一 ※第26週にも回想シーンとして登場
布美枝とチヨ子（少女時代）に体操を指導する男性。

第2週
桜井真智子
演 - 磯野貴理
安来洋裁学院講師。手先の器用な布美枝に目をかける。
節子
演 - 松本まりか
布美枝とチヨ子の女学校時代の同級生で、卒業後は同じ洋裁学校に通う。
松代
演 - 秋田真琴
同上。
にしきや
演 - 日下部そう
安来の和菓子屋の跡継ぎ。
谷岡
演 - 小林隆 ※第3・4週にも登場
布美枝と茂の縁談の仲人。

第4週
横山信夫
演 - 中村哲人 ※第26週（最終回）にも登場
ユキエの夫。布美枝の義兄。ユキエと共に布美枝と茂の結婚式に出席、下戸の茂に酒を勧める。
美容師
演 - クノ真季子
美容助手
演 - 浦ちあき
結婚式当日の布美枝の着付けの美容師と、その助手。
のんのんばあ（回想）
演 - 森康子 ※第7週にも登場
茂の幼い頃、実家にお手伝いに来ていた老婆。茂に昔話や怖い話をよく聞かせ、多大な影響を与えた。
列車の乗客
演 - 九太朗、益田愛子
茂・布美枝夫婦と同じ列車に乗り合わせる乗客。浦木に無断で座席に座られてしまう。
子ども
演 - 中西龍雅
列車に乗っている子供。浦木からおにぎりを見せられ貰えなかったことで泣いてしまう。さらに浦木は無断でその子の座席に座り込んでしまう。
母
演 - 菅原祥子
泣いているわが子をなだめる。
運転手
演 - 岸博之 ※第5週にも登場
布美枝の長姉・暁子が用意してくれたハイヤーの運転手。東京駅から茂の住む調布まで二人を運ぶ。
電気集金人
演 - 剣持直明 ※第10・11・21週にも登場
茂夫妻に電気代の支払いを督促する。
ガス集金人
演 - 岩田丸
茂夫妻にガス代の支払いを督促する。
水道集金人
演 - 白石タダシ ※第11週にも登場
茂夫妻に水道代の支払いを督促する。

第5週
原田
演 - 中本賢
布美枝のバッグを置き引きしようとした男。お詫びも込めてこみち書房で働いたのち、出直すため故郷に帰る。
中森恒夫
演 - 中村靖日 ※第10週までと第18・19週にも登場
大阪で貸本漫画家をしていたが業界が下火になってきたため妻子を残し上京。金欠であったため浦木の紹介で村井宅の2階を間借りして下宿するようになり、茂が富田書房と絶縁した際は茂と共に出版社に原稿の売り込みに走った。しかし、後に漫画家を断念して大阪に帰る。
鈴木
演 - 山﨑千惠子 ※第7週まで登場
富田書房の事務員。
村井健太
演 - 舛田宇大遥
兄・雄一の息子。風呂に入るため、叔父・茂の家を訪れる。第8週まで登場する。第25週で回想シーンで登場。
村井波子
演 - 天野柚希
兄・雄一の娘。風呂に入るため、叔父・茂の家を訪れる。第8週まで登場する。第25週で回想シーンで登場。
店員
演 - 歌川椎子
深大寺十割そばの店員。布美枝と茂に土産物「赤子馬」と深大寺が縁結びの寺だと説明する。
第6週
売れない漫画家
演 - 喜安浩平
富田書房に原稿を持ち込み出版してくれるよう懇願するが、富田から拒絶されもみ合いになる。
土井真弓
演 - 菊里ひかり ※第8週まで登場
若くして親元を離れ、住み込みで働いている里山製菓の工員。こみち書房の常連客で、太一が淡い恋心を抱く。
政子
演 - 吉谷彩子
真弓の同僚で友人。
順子
演 - 潘めぐみ
同上。
笹岡衛生軍医
演 - 井之上隆志 ※第12・21週にも登場
ラバウルにて負傷した茂を看病。茂の左腕を麻酔なしで切除する。上官に叱責された茂を庇った。20数年ぶりに茂と再会する。
衛生兵
演 - 鬼頭真也 ※第12・21週にも登場
南方戦場で負傷した茂を看病する衛生兵。
内山
演 - 山崎銀之丞
ファンクラブ「少年戦記の会」を政治結社ではないかと疑い捜査する刑事。南方戦線での従軍経験があった。
高村
演 - 尾関伸嗣
内山刑事の部下。

第7週
杉浦音松
演 - 上條恒彦
茂が神戸に居た昭和26年頃、「杉浦画劇社」という看板を揚げていた紙芝居の師。かつては「音松の名調子」といわれた伝説的な紙芝居屋。「水木荘の村井」を「水木さん」と呼び間違え、「水木しげる」のペンネームの切っ掛けとなる。戦前人気があった紙芝居「墓場鬼太郎」をしげるに伝え、紙芝居を依頼する。紙芝居のブームが去り、今は金策に苦労する。
紙芝居屋
演 - 梅田佳声
出版業の夫婦
演 - 森戸宏明、小松千鶴
しげると中森から原稿の出版を依頼されたが、「貸本から手を引きたい」と断る。

第8週
電報局員
演 - 宮沢大地
調布の布美枝に父源兵衛の上京を知らせる電報を届ける。
えびおそうじ
演 - 海老原優（漫画指導も担当） ※第26週にも登場
『怪龍魔境』出版記念でサイン会を開く人気漫画家。メガネとベレー帽が特徴。

第9週
河合峻三
演 - 野添義弘
河合はるこの父。漫画家になると言って無断で山梨から上京した娘に激怒し、連れ戻しにやってくる。
春田
演 - 木下ほうか
貸本漫画出版社・春田図書出版の社長。
引越し業者
演 - 野間口徹
倒産した三海社の事務所を片付ける引越し業者。しげるの『墓場鬼太郎』の原稿を処分してしまう。
春田の妻
演 - 望月寛子
ロザンヌ化粧品営業所所長
演 - 吉田羊 ※第10週にも登場
靖代が働いている化粧品会社の上司。
ロザンヌレディ
演 - 笹峯愛 ※第10週にも登場
ロザンヌ化粧品の女性セールス、靖代の同僚のひとり。

第10週
医者
演 - ふせえり
布美枝が掛かりつけの高橋産院の産婦人科医。
看護婦
演 - 杏野さや
高橋産院の看護婦。
子連れの母親
演 - 宮地眞理子
高橋産院の待合室で転んだ子どもの母親。
会計の人
演 - 岡本牧子
高橋産院の会計の女性。
妊婦
演 - 小出ミカ、宮本郁子
高橋産院の妊婦たち。
塚本
演 - 塚本晋也 ※第26週にも登場
布美枝の長姉・暁子の夫。
塚本和弘
演 - 冨澤風斗
暁子の息子。
塚本浩二
演 - 西山知輝
同上。
内崎
演 - 田中要次 ※第11週にも登場
不動産屋、しげるの住む家の大家。
貧乏神
演 - 片桐仁（ラーメンズ） ※第11週以降にたびたび登場し、第16週で姿を消す
富田書房などの貸本業者と村井家にとりついた（と茂夫妻には感じられた）。このドラマの妖怪には珍しく俳優の実写である。
債権者
演 - 樋渡真司、甲斐将馬、原金太郎
富田書房の債権者たち。
北川
演 - 水橋研二
税務署員。茂の申告額があまりに少ないので調査にやって来る。
三澤
演 - 山本浩司
同上。
近所の子ども
演 - 植田日向
しげると布美枝が病院へ向かう途次「メリークリスマス」といってサンタクロースの折紙を布美枝に手渡す。

第11週
運送業者
演 - 佐藤祐一
安来市の布美枝の兄弟からの出産祝いの乳母車を届ける業者。
戌井早苗
演 - 馬渕英俚可 ※第12週 -
戌井真二の妻、自宅で夫の出版を手助けしている。第23週再登場。
戌井恵美
演 - 上野楓恋
戌井夫婦の娘。
大竹日出子
演 - 中島ひろ子 ※第14週まで登場
悪書追放運動団体「不良図書から子どもを守る会」のメンバー。小学生の息子がいる。
大竹の仲間
演 - 春日井順三、潟山セイキ、夏川加奈子
大竹と同じメンバー。
大蔵省の男
演 - 片桐仁（ラーメンズ）貧乏神と二役。
大雨の夜、村井家を訪れ立ち退きを迫る職員。
出版社の男
演 - 住田隆
原稿料一冊3万円の約束のところ茂に3500円を渡す。
大蔵省の男
演 - 石黒久也
立ち退きの間違いを謝罪する職員。

第12週
子ども
演 - 萩原稔（子役）
大竹日出子の息子。『悪魔くん』を借りて母日出子に見つかり、こみち書房まで連れてこられる。
海軍下士官
演 - 五十嵐大輔
幼い茂を軍艦に案内する下士官。出航の日、茂を自分の養子に欲しいと村井家に申し出るが、母絹代に断わられる。
トペトロ
演 - Kai ※第21週にも登場
南方戦場の地元の少年。茂にバナナを与える。水木の自伝等に登場する実在の人物。
只野
演 - 片桐仁（ラーメンズ）※貧乏神と二役。
業界紙に活路を見出そうとしている漫画家。

第13週
加納郁子
演 - 桜田聖子 ※第13週 -
嵐星社における深沢の秘書。元大手商社の重役秘書。黒田プロ設立に関わったことから茂の漫画のプロダクション化に一役買う。その後も有能な秘書として嵐星社を支えるも徐々に深沢とは仕事に対する価値観の相違が生じ、成田出版（小学館がモデル）による『ゼタ』の買収（出資）話の破談 をきっかけに嵐星社を退社、婦人向け雑誌の編集者に転じ後に雑誌の取材で水木プロを訪れる。
青林工藝舎の手塚能理子は、モデルは長井勝一の妻である香田明子ではないかと推測している。
大竹の仲間
演 - 志村東吾
大竹と同じ悪書追放運動団体のメンバー。
及川満智子
演 - 長澤奈央 ※第26週（最終回）にも登場
布美枝の弟・貴司と恋仲になった女性。ミシン店の一人娘。後、貴司と結婚して、布美枝の義妹になる。
近所の人たち
演 - 深見亮介、田村三郎、松山尚子
境港の村井家の近所の住人。初めて里帰りした藍子を見に村井家に集まる。

第14週
鎌田
演 - 坂俊一
政志が昔、電気工していた頃の仲間。政志に電気工の仕事を世話する。
和田
演 - 九十九一
和田洋品店の主人で「こみち書房」の土地の地主。美智子に二倍の地代値上げを要望する。
警官
演 - 芹口康孝
「こみち書房」の騒ぎに駆けつける警官。
青年
演 - 岩瀬亮 ※第15週にも登場
「嵐星社」の深沢を訪ねる漫画家志望の青年。

第15週
豊川悟
演 - 眞島秀和 ※第15週 -
大手出版社・雄玄社(講談社がモデル)にて漫画雑誌「週刊少年ランド」（「週刊少年マガジン」がモデル）の出版に携わる編集者。最初宇宙ものの執筆を茂に依頼するが茂に断られ、再度「テレビより面白い作品」を茂に依頼し、茂が漫画賞を受賞する「テレビくん」を世に出すきっかけを作った。水木漫画の採用と前後して編集長に就任し旧知の船山と共に水木漫画の映像化を目指した。
梶谷
演 - 須賀貴匡 ※第15週 -
豊川と同じ大手出版社・雄玄社「週刊少年ランド」編集者。
福田
演 - 黒田大輔 ※第15週 -
雄玄社「週刊少年ランド」編集者。
北村
演 - 加治将樹 ※第15週 - 、※第26週に再度、登場。
豊川と同じ大手出版社・雄玄社「週刊少年ランド」編集者。「雄玄社マンガ賞」受賞後、茂の専属担当になる。水木プロでいずみに一目惚れする。のち豊川の異動後はデスクに昇進。一時文芸誌担当で漫画から離れるが、その後、「月刊マンガタンク」（「コミックボンボン」がモデル）編集長として再び漫画誌に携わる。
少年ランド編集長
演 - 長谷川公彦 ※第15週 -
雄玄社「週刊少年ランド」編集長。水木作品掲載を推す豊川に対し、「宇宙もの」の条件を出す。
小村
演 - 山本圭祐
雄玄社「少女ガーデン」編集者。
高畑
演 - 中野英樹 ※第15週 -
雄玄社「週刊少年ランド」編集者
深大寺茶店店員
演 - 川田しのぶ
布美枝が絹代たちやはるこを案内した深大寺茶店の店員。

第16週
テレビタレント
演 - 小林健一
茂が見ていたTVで「はるちゃんラーメン（インスタントラーメン）」のCMに出ていたタレント。
CM出演者
演 - 藤江れいな（AKB48）
布美枝が見ていたTVの大江戸製菓のCM出演者。
司会者
演 - 島村比呂樹
第６回雄玄社文芸賞・マンガ賞合同授賞式の司会。茂は『テレビくん』で同賞を受賞する。
受賞者
演 - 佐藤貴也・堀田勝
茂と同時に上記の賞を受賞する。
第17週
エレキ青年
演 -  和田サトシ
茂のアシスタント募集に応募してきたエレキの得意な青年。
トラック運転手
演 -  木村孝蔵
茂のアシスタント募集に応募してきたマッチョな男。
船山信義
演 - 風間トオル ※第17週 -
城西映画テレビ部(東映テレビ部がモデル)のプロデューサー。サングラスに柄物スーツという特徴付けた装いのため村井家初訪問時に布美枝に不審がられた。豊川と共に水木漫画の映像化に尽力。
斉藤
演 - 渡辺敬介 ※第17週 -
「嵐星社」の社員。
倉田圭一
演 - 窪田正孝
小峰章
演 - 斎藤工
倉田と小峰に関しては水木プロ社員の項を参照。
石田
演 - 中沢青六
茂の家を水木プロダクションの仕事場に改築する大工の棟梁。

第18週
若い女
演 - 宮前希依
小峰の恋人と思われる女性。
青年
演 - 越智貴広
「嵐星社」の深沢を訪ねる漫画家志望の青年。
ラーメン店の客
演 - 金時むすこ、下平ヒロシ
テレビ『悪魔くん』初回放送を富田盛夫が見ていたラーメン店。
商店街の客
演 - 崇谷彰子
山田和枝からテレビ『悪魔くん』初回放送を知らせる山田屋の割引券付のチラシを受け取る。
看護婦
演 - 正木佐和
布美枝が掛かりつける産院の看護婦。
編集者
演 - 後藤公太 ※第19週 -
水木プロ担当の雑誌編集者。

第19週
浜野
演 - 小木茂光
深沢に合併を持ち掛ける大手・成田出版の社員。
編集者2
演 - 大町浩之
水木プロ担当の雑誌編集者。
バーのマスター
演 - 大槻修治
深沢の行きつけのバーのバーテン。
バーの客1、2、3
演 - 国枝量平、井殿雅和、島津健太郎
泥酔の深沢が絡むバーの客。

第20週
畑野
演 - 堀内敬子
茂の長女・藍子が通う小学校の4年生の担任教諭。
品川
演 - 金子裕 ※第22週までと第26週に登場
茂のアシスタント。
中野
演 - 城戸裕次 ※第22週まで登場
茂のアシスタント。
編集者
演 - 大竹浩一、本間剛
水木プロ担当の雑誌編集者。
砂田智美（小学生時代）
演 - 田中しおり ※第21週まで登場、第25週で大学4年の設定で再登場
藍子の同級生。藍子の理解者。
子供達
演 - 佐藤佳奈子、諸江雪乃、高木希望、安田蓮、早川恭崇、石黒雄大、藤崎花音
藍子の同級生。
猫の声
声 - 永井一郎
トイレにいた茂に妖怪「いそがし」にとり付かれたことを教える。
松川冴子
演 - 杉本有美 ※第21週までと第26週に登場
雄玄社「週刊少年ランド」編集者。北村に代わって茂の担当になる。
子供達
演 - 近貞冬奈、松浦未唯、松浦寿來
藍子とは他クラスの生徒。
警官
演 - 蒲生純一
夜に漫画のネーム（せりふ）を考えながら自転車で走っていた茂を職務質問する。
子供達
演 - 大嶋康太、千濱汰一、阿部考将
藍子の同級生。「ゲゲゲのむすめ、妖怪のむすめ」とはやし立てる。

第21週
村尾
演 - 中村由起子
絹代に老人クラブに入会するよう勧誘に来た町内会の役員。
赤木留美子
演 - 藤崎花音 ※第20週から登場
藍子の小学校での同級生で女生徒のリーダー格。茂を通じてテレビに出られるようにお願いをするために藍子を庇うが、願いが実現しないことがわかると藍子に冷たくする。
三井（元軍曹）
演 - 辻萬長
戦地ラバウルで同じ部隊だった茂の元上官。宝塚でのイベントで26年ぶりに茂と再会後笹岡と共に村井家を訪れる。
上官
演 - 久松信美、石井マサト、二宮康
茂の上官。命からがら帰陣した茂を敵前逃亡だと叱責する。
担当者
演 - ミョンジュ
宝塚ドリームパーク（実在した遊園地、宝塚ファミリーランドがモデル）『鬼太郎イベント大会』の担当者。
中隊長
演 - 宮内敦士
曹長
演 - 林和義
戦地ラバウルでの部隊の上官たち。
支隊長
演 - 金子岳憲
戦地ラバウルでの部隊のズンゲン支隊長。玉砕命令を出す。
トペトロの父
演 - ClementA
戦地ラバウルのジャングルでトペトロと芋を焼いているところに茂が現れ、芋を茂に与える。

第22週
母親
演 - 伊佐美紀
夜、家を飛び出した布美枝がひとり深大寺の石段で腰をかけている前を、泣いている子供をたしなめながら通り過ぎる。
子供
演 - 信太真妃
上記の娘。大声を上げて泣く。布美枝は嘉子が泣いていないか心配になる。
第23週
女子中学生
演 - 若野裕子、相楽樹、金井美樹、岡野真也
喜子の通う調布市立桜宮中学校のクラスメート。
インタビューアー
演 - 黒木真耶
茂に妖怪の御利益について質問をする毎東テレビ局員４名の一人。
ディレクター
演 - 大浜直樹
昔ながらの古くさい妖怪の話では視聴者も食いついてくれないと妖怪のお得な情報を茂に要求する。
子供達
演 - 吉田翔、吉川日菜子、井上絢斗
河合はるこの勤める山梨の小学校生。はるこの要望により遠足時、茂が妖怪の話と漫画家魂を子供達にする。
小豆洗いの声
声 - 泉谷しげる
茂が川辺で見かける小豆洗い。先述した1981年に河合はるこが打診した山梨県の勤務先小学校の野外学習の際に登場し、スランプからの脱出のきっかけ（その後の妖怪事典などの発刊につながる）となった。

第24週
川西志穂
演 - 入山法子
茂を訪ねる「劇団アガルタ」の若手女優兼座付き作家。
編集者
演 - 白倉裕二 ※第25週にも登場
水木プロの担当編集者。
劇団員
演 - 岩井秀人、平原テツ
川西志穂とともに茂を訪ねる。秋の公演で『悪魔くん』をモチーフにした芝居をやりたい茂に伝える。
八百屋
演 - 山口龍人
すずらん商店街の八百屋。修平が店先のイチゴに目がとまり立ち寄る。
川西一学
演 - 鈴木綜馬
志穂の祖父。かつては 無声映画の弁士で、修平が境港で経営の映画館「境港キネマ」に勤務した経験がある。
医師
演 - 神崎智孝
「佐藤医院」の医師。村井（水木）家の主治医。
村井栄子
演 - 植木夏十 ※第26週にも登場
茂の弟・光男の妻。
隣家の主婦
演 - 千葉雅子
村井家の隣家の主婦。布美枝に立派な栗をおすそ分けする。
その他
演 - 田口雅樹、小島悠生、鈴木翼、貴詞いち子

第25週
砂田智美
演 - 水崎綾女
藍子の小学校当時の同級生。喫茶店で教員採用試験の合格をただ一人祝った。

第26週
アシスタント
演 - 馬場・場番、野田将人
茂の新しいアシスタント。
子ども
演 - 青木勁都、杉本妃音奈
源兵衛の葬儀に来ていた親せきの子どもたち。しげるに絵をせがむ。

### スタッフ（テレビドラマ）
- 原案 - 武良布枝『ゲゲゲの女房』（実業之日本社刊）
- 脚本 - 山本むつみ
- 音楽 - 窪田ミナ
- 主題歌 - いきものがかり「ありがとう」（エピックレコードジャパン）
  - 作詞・作曲 - 水野良樹、編曲 - 本間昭光
- アニメーション制作 - 東映アニメーション[注 22]
- 副音声解説 - 松田佑貴
- 時代考証 - 天野隆子
- 出雲ことば指導 - 藤井京子（第1・3・5週）、井原幹雄（第2・4週）、広戸聡（第6週以降）
- 大阪ことば指導 - 舩阪裕貴
- 岩手ことば指導 - 若野裕子
- 所作指導 - 橘芳慧
- 体操指導 - 長野信一
- 洋裁指導 - 宮崎好明
- 妊婦指導 - 大葉ナナコ
- 音響監督 - 今井裕
- 漫画指導 - 海老原優、村澤昌夫
- 医事指導 - 池添祐大
- 貸本指導 - 内記稔夫
- 紙芝居指導 - 梅田佳声
- アートフラワー指導 - 木俣勝善
- 囲碁指導 - 桑本晋平
- 資料提供 - 山口信二
- 制作統括 - 谷口卓敬（やぐち たかあき）
- プロデューサー - 落合将
- 美術 - 日高一平、小林史幸
- 技術 - 前田貢作、宮路信広
- 音響効果 - 菊地亮、今井裕、鈴木希弥
- 編集 - 佐藤秀城
- 撮影 - 細野和彦、平野拓也
- 照明 - 竹内信博、久慈和好、相原一広、高橋貴生
- 音声 - 佐藤稔、山賀勉、濱納稔、浜川健治、大宅健司
- 映像技術 - 周東昭彦、倉又信久、市川尚志、中寺貴史
- 記録 - 津崎昭子
- 美術進行 - 関本千恵、高橋秀樹、神野直之、枝茂川泰生、大野輝雄
- 演出 - 渡邊良雄、勝田夏子、一木正恵、尾崎裕和、渡辺哲也、堀之内礼二郎、佃尚能
- 撮影協力 - 茨城県常陸太田市、茨城県石岡市、いばらきフィルムコミッション、千葉県匝瑳市、神奈川県厚木市、鳥取県境港市、島根県安来市、千葉県フィルムコミッション、千葉県房総のむら、水木プロダクション、東京都調布市、東京国立美術館工芸館、埼玉県児玉郡上里町、静岡県松崎町、静岡県菊川市、山梨県甲州市、富士の国やまなしフィルムコミッション、埼玉県加須市、本庄拠点フィルムコミッション、騎西フィルムコミッション
- エキストラ - 劇団ひまわり、劇団東俳、舞夢プロ、劇団いろは、エンゼルプロ、キャンパスシネマ、テアトルアカデミー、フジプロ、フラワーエージェント、NHK東京児童劇団、セントラル子供劇団、セントラル子供タレント、セントラル児童劇団、常陸太田市のみなさん、松崎町のみなさん、石岡市のみなさん、島田市のみなさん、つくばみらい市のみなさん、調布市のみなさん、佐原市のみなさん[注 23]、深谷市のみなさん、匝瑳市のみなさん、多古町のみなさん、芸優、ガイプロジェクト、ZOO動物プロ、オフィスワタナベ、Wish&Person、古賀プロダクション、放映新社、JAE

### 視聴率
初回視聴率は14.8%と過去最低を記録する（以下、ビデオリサーチ関東地区の数値）。その後視聴率は徐々に上昇し、6月12日放送で初めて20%を超え（関西地区は9月8日放送で20%を超え）、最終回に番組最高の23.6%を記録した（23.6%は2010年に放送された全ドラマの中で2番目に高い数値である）。週間平均視聴率が第1週15.5%・最終第26週21.5%、と最終週が第1週を6.0ポイント上回り、週間最高視聴率も第1週15.8%・最終週23.6%と最終週が第1週を7.8ポイント上回るなど視聴率は右肩上がりに推移した（#放送日程も参照のこと）。なお、関東地区においては、2007年度前期『どんど晴れ』（23.2%）以来の最終回視聴率20%超えとなり、それが2016年度前期『とと姉ちゃん』まで6年連続で続くこととなった。
放送期間平均視聴率は18.6%で前作に比べて5.1ポイント高く、その上昇幅は『ひまわり』（1996年度上半期）の放送後で最も大きい（2010年度末現在）。なお、7月12日（月） - 18日（日）の週から9月20日 - 26日の週までの11週中、8月23日 - 29日の1週 を除いた計10週でビデオリサーチの視聴率「総合」1位を占めた（うち7週は本作品以外に20%を超える番組がなかった）。

### 反響
社会からの反響は大きく、放送終了後連続テレビ小説で初めてザテレビジョンドラマアカデミー賞最優秀作品賞を受賞し、ヒロインを演じた松下奈緒が第61回NHK紅白歌合戦の紅組司会に起用された。また、2010ユーキャン新語・流行語大賞の年間大賞に原案者の著作などから「ゲゲゲの〜」が、2011年第83回選抜高等学校野球大会の開会式入場行進曲に本作品の主題歌「ありがとう」（いきものがかり）が選ばれるなど、本作品は「空前のブームを巻き起こした」と評された。
2011年5月3日から台湾のテレビ局でも放送され、『JIN-仁-』などをおさえて日本ドラマ部門の視聴率1位になった。
2012年度からBSプレミアムで再放送が行われた。BSでの朝ドラ再放送は『都の風』以来4年ぶり。また同日に放送を開始した『梅ちゃん先生』（7時30分開始）が続けて放送された。また2013年1月19日から「ファミリー劇場」で土曜日 11時 - 13時に放送が行われた。
2015年12月1日、前日の水木しげるの訃報を受けて、総合で総集編の再放送を行うことが決定した。

#### 主演俳優のブレイク
松下奈緒と向井理はともに本作品でブレイクしたと報じられている。『日経エンタテインメント!』2011年1月号の「2010ヒット番付TOP50」では、松下が21位（女優の最高位）、向井が12位（男優の最高位）にランクされた。また、ニホンモニター社が発表した『2010年 タレントCM起用社数ランキング』によれば、松下・向井が共に昨年のランク外から躍進したと報じられている。
松下は7月22日に『第42回思い出のメロディー』（総合8月21日放送）で司会をつとめることと『第61回NHK紅白歌合戦』で司会の可能性があることを報じられ、11月3日に紅組の司会をつとめることが発表された。連続テレビ小説のヒロイン役が作品の放送年にNHK紅白歌合戦の紅組司会に起用されるのは、1992年度下半期『ひらり』の石田ひかり以来18年ぶり。向井は本番組放送終了後に初主演映画の撮影に入った他、「4-5本の主演企画のオファーが届いていた」と報じられている。
松下と向井は共に第35回エランドール賞新人賞を受賞。2人は各種のアンケート調査でも上位に入っており、『週刊文春』の「好きな男ランキング2010」で向井が2位（1位の福山雅治と8票差）にランクされた 他、10月14日付けのORICON STYLE調査による「理想の花嫁&花婿ランキング」で向井が花婿1位、松下が花嫁10位にランクされた。

#### ドラマの影響
- 8月18日、NHK放送センターで撮影完了のセレモニーと記者会見が行われ、深夜に近かったにもかかわらず60以上の報道クルーが集まり、「あらためてその注目度、人気の高さを証明した」と報じられた[34][35]。
- 番組公式ホームページ（HP）のアクセス数が「詳細は控えますが…、空前絶後の記録に到達した」とスタッフブログで公表された[36]。なお、同HPは最終回放送後の9月末に閉鎖される予定が10月末まで公開が延長された。その後も公開を望む多くの声に応えて総集編の放送終了（12月末）まで再延長され、さらに翌2011年2月末まで3度目の延長が決まった（連続テレビ小説のHPとして過去最長の公開期間[37]）。
- Yahoo!テレビ. Gガイドでは 本作品の「みんなの感想」 投稿数が20,086件と2万件を超えた（最終回放送の1週間後、2010年10月2日午前8時現在）。また、「みんなの評価」が5点満点で平均4.79点（18,762件）と非常に高かった[注 29]。
- 「Twitter上でも連日、感想が飛び交う人気ぶり。中でも熱心だったのが漫画家陣」と報じられた[38][39]。「漫画史としても興味深く、漫画家の間でも大ブーム」[40] で、業界ドラマ（漫画）の一面をもつ本作品はその業界人からも広く支持された。
- 境港市の水木しげるロードが「ドラマの放送で増えた中高年層や若者のグループなどでにぎわい」、8月23日に入り込み客が過去最高の2008年（年間174万人）を大幅に上回る200万人の大台に達し、放送終了直前の9月22日に250万人を突破、最終的に年間370万人を記録した[41][42]。
- 原案者の実家がある安来市大塚地区はロケに使われなかったものの、放送前の観光客ゼロの状態が9月に同地区の「ゲゲゲの女房のふるさと展」来場者が6万人を超え、翌2011年1月15日に来場者が10万人に達した[43][44]。[リンク切れ]
- 作中に登場した貸本漫画が注目されるようになり、復刻が相次いだ[45]。
- 2014年11月15日付朝日新聞のbeランキング「もう一度見たい! 朝の連続ドラマ」アンケートで本作が5位にランクインした[注 30]。

### イベント
以下のトークショーが開催された。
- 10月23日、安来市の安来節演芸館で大杉漣（飯田源兵衛役）と山本むつみ（脚本家）等によるスペシャルトークショーが開催された（同市・同市観光協会主催）[46][リンク切れ]。
- 11月23日、境港市市民会館で風間杜夫（村井修平役）と山本むつみ等によるスペシャルトークショーが開催された（同市主催）[47]。
- 12月12日、NHK仙台放送局第1スタジオで朝倉えりか（飯田いずみ役）と桂亜沙美（飯田邦子役）等による「ゲゲゲの女房ファミリートーク」が開催された（NHK仙台放送局主催）[48]。

### 放送日程
| 週                                                                           | 回        | 放送日            | サブタイトル             | 演出                  |
| ---------------------------------------------------------------------------- | --------- | ----------------- | ------------------------ | --------------------- |
| 01                                                                           | 01 - 06   | 3月29日 - 4月03日 | ふるさとは安来（やすぎ） | 渡邊良雄              |
| 02                                                                           | 07 - 012  | 4月05日 - 4月10日 | ご縁の糸                 | 渡邊良雄              |
| 03                                                                           | 013 - 018 | 4月12日 - 4月17日 | たった五日で花嫁に       | 渡邊良雄              |
| 04                                                                           | 019 - 024 | 4月19日 - 4月24日 | さよなら故郷（ふるさと） | 勝田夏子              |
| 05                                                                           | 025 - 030 | 4月26日 - 5月01日 | 花と自転車               | 渡邊良雄              |
| 06                                                                           | 031 - 036 | 5月03日 - 5月08日 | アシスタント一年生       | 一木正恵              |
| 07                                                                           | 037 - 042 | 5月10日 - 5月15日 | 消えた紙芝居             | 一木正恵              |
| 08                                                                           | 043 - 048 | 5月17日 - 5月22日 | 父の上京                 | 渡邊良雄              |
| 09                                                                           | 049 - 054 | 5月24日 - 5月29日 | 私、働きます             | 一木正恵              |
| 10                                                                           | 055 - 060 | 5月31日 - 6月05日 | こんにちは赤ちゃん       | 尾崎裕和              |
| 11                                                                           | 061 - 066 | 6月07日 - 6月12日 | 貧乏神をやっつけろ       | 渡邊良雄              |
| 12                                                                           | 067 - 072 | 6月14日 - 6月19日 | 連合艦隊再建             | 渡邊良雄              |
| 13                                                                           | 073 - 078 | 6月21日 - 6月26日 | 初めての里帰り           | 一木正恵              |
| 14                                                                           | 079 - 084 | 6月28日 - 7月03日 | 旅立ちの青い空           | 渡邊良雄              |
| 15                                                                           | 085 - 090 | 7月05日 - 7月10日 | チャンス到来!?           | 一木正恵              |
| 16                                                                           | 091 - 096 | 7月12日 - 7月17日 | 来るべき時が来た         | 渡辺哲也              |
| 17                                                                           | 097 - 102 | 7月19日 - 7月24日 | プロダクション旗揚げ     | 渡邊良雄              |
| 18                                                                           | 103 - 108 | 7月26日 - 7月31日 | 悪魔くん復活             | 一木正恵              |
| 19                                                                           | 109 - 114 | 8月02日 - 8月07日 | 鬼太郎ブームがはじまった | 勝田夏子              |
| 20                                                                           | 115 - 120 | 8月09日 - 8月14日 | 妖怪いそがし             | 渡邊良雄              |
| 21                                                                           | 121 - 126 | 8月16日 - 8月21日 | 戦争と楽園               | 一木正恵              |
| 22                                                                           | 127 - 132 | 8月23日 - 8月28日 | おかあちゃんの家出       | 渡邊良雄              |
| 23                                                                           | 133 - 138 | 8月30日 - 9月04日 | 妖怪はどこへ消えた？     | 一木正恵 堀之内礼二郎 |
| 24                                                                           | 139 - 144 | 9月06日 - 9月11日 | 人生は活動写真のように   | 渡邊良雄              |
| 25                                                                           | 145 - 150 | 9月13日 - 9月18日 | 独立宣言                 | 勝田夏子 佃尚能       |
| 26                                                                           | 151 - 156 | 9月20日 - 9月25日 | ありがとう               | 渡邊良雄              |
| 平均視聴率 18.6%（視聴率はビデオリサーチ調べ、関東地区・世帯・リアルタイム） |           |                   |                          |                       |

#### 再放送日程
- NHK BSプレミアム、7時15分 - 7時30分のアンコール放送・1作目として、2012年4月2日から9月29日まで放送。
- 総合、2019年6月17日から2020年1月10日まで。
  - 月曜日から金曜日 16時20分 - 16時50分、1日2回分ずつ放送。大相撲、高校野球等スポーツ中継や突発的な災害や首相会見等で放送中止することがあった。

他局による再放送
- 2018年 - 2019年に、AbemaTVでも配信された[49]。
- 2023年12月11日から2024年7月1日まで、BS12 トゥエルビにて6回分連続で放送された[50]。

### 総集編
いずれも2010年に総合で放送された。
| 放送回                                   | 放送日   | 放送時間帯  | サブタイトル     | 視聴率 |
| ---------------------------------------- | -------- | ----------- | ---------------- | ------ |
| 第1集                                    | 12月29日 | 7:20 - 8:30 | 旅立ちの風       | 9.2%   |
| 第2集                                    | 12月30日 | 7:20 - 8:30 | 来るべき時がきた | 8.8%   |
| 第3集                                    | 12月31日 | 7:20 - 8:30 | ありがとう       | 10.4%  |
| 視聴率はビデオリサーチ社調べ（関東地区） |          |             |                  |        |

出演：松下奈緒、武良布枝
総集編は撮影完了後に撮り下ろしたヒロイン夫妻のシーンや原案者・武良へのインタビュー（松下が聞き手を務めた）、さらに最終回には向井が「おまけ」と称したコメントを収録し、再構成したものが放送された。
2011年12月31日10時15分 - 13時40分にBSプレミアムで第1集 - 第3集が一挙に放送された。
また、2015年12月5日・12日・13日に水木しげる追悼として再放送された。

### オープニング
#概要で記した通り、60秒 - 2分強前後のアバンタイトルの後に当時多く流通していたヨーグルトのガラス瓶に入った5色の絵の具（これは実在の水木プロにあるものを再現したもので、番組のタイトル画像として使用）が映し出され、「ありがとう」がイントロ（前奏部）なしで始まるオープニング画面が映し出される。曲が流れている部分ではゲゲゲの鬼太郎を始めとする水木作品のキャラクターのアニメーションや、自転車を漕いでいるシーンが登場し、中には昭和30年代の紙芝居のシーン（子供が数十人居て後ろには鬼太郎が映っている）や単行本（単行本の左側には目玉おやじが映っている）、テレビの中には大阪万博（ねずみ男が寝転んで見ている）の映像が流された。
- 月曜のオープニングでは「出演:村井布美枝 松下奈緒、村井茂 向井理」の字幕が右側に表示された（月曜以外のオープニングは字幕が左側に表示）。また、オープニング画面やテーマソングもやや長く、他の曜日と違い「河童の三平」や「悪魔くん」のキャラクターの映像が加わり、出演者以外のプロデューサーや製作スタッフの名前が表示された。だが「♪ありがとう～」に続くイントロ音楽は四分音符2つ分短く、ここだけ0.5小節になっており、このままいきなり「♪まぶしい朝に～」の歌詞が始まった。
- 第17週「プロダクション旗揚げ」のオープニングからの変更点[51]。
  - 茂がマンガを書いている場面が「後ろ向き」→「前向きで半袖」になり、電気スタンドが付いて部屋が少しきれいになった。
  - 最後に茂と布美枝2人で自転車で走っている道が「田舎道」（未舗装の砂利道、周囲の草木は冬枯れ）→「少し都会の舗装された広い道」（周囲の草木は青々し、バックに戸建ての住宅街がある）になった。また走る方向も「田舎道」では画面左下から右上方向だったのが、「少し都会の舗装された広い道」では画面右下から左上方向に変わった。そして、二人の洋服が「長袖」→「半袖」になった。ちなみに、自転車の二人の間に飛んでいた蝶は偶然映ったものでCGではない。
- 第20週「妖怪いそがし」のオープニングより。
  - 最後の自転車のシーンで茂と布美枝の前を娘2人（藍子、喜子）が自転車（喜子は幼児用補助輪付自転車）で走る場面（上記同じ場所の舗装路を4人が自転車で走っている）に変更された[51]。
- 第26週「ありがとう」のオープニングからの変更点
  - 布美枝が自転車で走るバックの鳥居にべとべとさんが居た。
  - 月曜のオープニングで布美枝の右側の部分が幽霊から一反木綿に変わった[注 33]。
  - 最後の場面(鬼太郎、猫娘、ねずみ男などのおなじみキャラクターが部屋に居る)の部屋から見える庭の奥の空に一反木綿が通り過ぎた。

後述、総集編での出演者・スタッフのクレジットは、レギュラー版のカットイン・アウトではなく縦スクロール表示であった。

### エンドフリップ
目玉おやじと、以下に示すような武良夫妻ゆかりの地の写真を併せた画像が使われた。
| 安来の風景       | 富田山荘からの眺め(1)、大塚町、飯梨川・広瀬の山々、比田の田んぼ、能義平野(1)、島田の湾からの朝焼け、朝もやの白鳥、能義平野(2)、中海・十神山と大山、能義平野の田んぼ、中海、能義平野と大山、母里の町並み、上の台の茶畑、穂日島の菜の花、広瀬町富田川、月山富田城跡、王陵の丘公園と中海、富田山荘からの眺め(2)、東比田の田んぼ、伯太川、王陵の丘からの眺め、中海の静かな午後、永遠のふるさと |
| 境港の風景       | 島根半島からの眺め、境水道大橋、美保湾の朝焼け、大山と美保湾 |
| 調布の風景       | 布多天神(1)、深大寺(1)、多摩川土手、野川(1)、布多天神(2)、多摩川(1)、仙川、深大寺の赤駒、多摩川(2)、国領神社・千年乃藤(1)、深大寺城跡、神代植物公園(1)、実篤記念館、多摩川(3)、深大寺・亀島弁財天池、野川(2)、野川(3)、神代植物公園(2)、野川(4)、多摩川の夕日、多摩川(4)、祇園寺(1)、多摩川(5)、多摩川(6)、常性寺、多摩川(7)、染地せせらぎの散歩道(1)、カルメル修道院、上石原若宮八幡神社、深大寺の鐘つき、染地せせらぎの散歩道(2)、多摩川のいかだレース、青渭神社、城跡広場、佐須の畑、実篤公園、布多天神社(1)、水生植物園(1)、野川(5)、神代植物公園(3)、国領神社・千年乃藤(2)、近藤勇生家跡、神代農場、水生植物園(2)、糟嶺神社、野川(6)、野川(7)、深大寺水車館、布多天神社(2)、多摩川(8)、深大寺(2)、夕日の多摩川、深大寺参道、彫刻のある散歩路、わんぱく相撲、消防署員コンサート、布多天神社例大祭、神代植物公園(4)、神代植物公園の噴水、深大寺(3)、明照院、西光寺、虎狛神社、水生植物園(3)、深大寺そば祭り、道生神社まつり、骨董市、深大寺夕涼み、国領サマーカーニバル、深大寺ほおずきまつり、布多天神市、夏越しの祓い、緑の日々、夕焼け散歩、多摩川河川敷にて、花火大会、野川の灯篭流し、深大寺夕涼みの会、夏祭りがはじまる、深大寺のそば守観音、深大寺山門(1)、野川で川遊び、多摩川の夕暮れ、布多天神社夜かぐら、祇園寺(2)、お祭りがはじまる、深大寺山門(2)、布多天神祭り、今日は稲刈り、みんなで土手を…、深大寺の秋(1)、多摩川にて、神代植物公園を歩く、深大寺の秋(2)、多摩川べりで |
| 調布の素敵な時間 | 調布のよさこい、野川公園にて、お祈り中、今日は夏祭り、じっと待つ、夏祭りの紙芝居、多摩川を走る、釣りを楽しむ、多摩川暮色、野球大会!、紅葉と出会う、こっちを向いて! |
| 調布の子どもたち | みんなで芋ほり、必勝! フットサル、多摩川のほとりで、カニ山にて、ドッジボールに夢中(1)、公園でお遊び、公園でふたり、ひと休みする?、野川を見つめて、木陰のひととき、夏休みの午後、多摩川に遊ぶ、野川公園にて、野川公園に遊ぶ、今日は収穫体験、わんぱく相撲、ドッジボールに夢中(2)、カニ山に遊ぶ、今日は稲刈り、ひとりで散歩 |
| 多摩地域の風景   | 狛江のいかだレース |

背景のカットは概ね1 - 2か月程度、季節に応じて切り替わった。
- 最初の2か月の背景は桜（さくら）だった
- 5月31日（第10週）から背景が梅雨（つゆ）に変わった。
- 7月5日（第15週）から背景が向日葵（ひまわり）に変わった。
- 8月30日（第23週）から背景が紅葉（もみじ）に変わった。

土曜日のエンディング前には、30秒程度の次週あらすじの予告が入った。
第25週（9月13日）から、次作『てっぱん』の告知が入った。
最終回は、「永遠のふるさと」と題し、安来の田園風景に大山（だいせん）を眺めるヒロイン夫妻の後ろ姿があった（映像合成）。

### 受賞
- 第66回ザテレビジョンドラマアカデミー賞[40]
  - 最優秀作品賞[注 36]
  - 助演男優賞（向井理）[注 37]
- 『TVnavi』夏クールドラマ・オブ・ザ・イヤー2010（7月～9月期）
  - 優秀作品賞[53]
  - 主演女優賞（松下奈緒）
  - 助演男優賞（向井理）
  - 新人賞（南明奈）
- 第一回ロケーションジャパン大賞ドラマ部門・準グランプリ[注 38]
- 第35回エランドール賞
  - 特別賞（「ゲゲゲの女房」制作チーム）[56]
  - 新人賞（松下奈緒、向井理）
- 『TVnavi』第7回ドラマ・オブ・ザ・イヤー2010
  - 大賞
  - 最優秀作品賞[57]
  - 最優秀主演女優賞（松下奈緒）
  - 最優秀助演男優賞（向井理）
- 第19回橋田賞新人賞（松下奈緒、向井理）
- 第48回ギャラクシー賞テレビ部門奨励賞[58]
- 第52回日本レコード大賞優秀作品賞（いきものがかり「ありがとう」）
- 日経エンタテインメント!第2回ヒットメーカー・オブ・ザ・イヤー2011（チーフプロデューサー・谷口卓敬）[19]
- 第27回ユーキャン新語・流行語大賞年間大賞（原案の著作名より「ゲゲゲの〜」）[20]

### 関連商品

#### 書籍
- 日本放送出版協会（NHK出版）の公式書籍
  - 小説『NHK連続テレビ小説 ゲゲゲの女房』上下巻 （ノベライズ：五十嵐佳子）ISBN 978-4140055786 / ISBN 978-4140055793
  - NHKドラマガイド『NHK連続テレビ小説 ゲゲゲの女房』ISBN 978-4149235547
  - 『ゲゲゲの人生 わが道を行く』（水木しげる著）ISBN 978-4140814307
  - NHK出版オリジナル楽譜シリーズ - NHK連続テレビ小説 ゲゲゲの女房 「ありがとう」（主題歌のピアノピースとボーカル＆ピアノ伴奏楽譜ピース）ISBN 978-4140552995
  - 連続テレビ小説読本（洋泉社） ISBN 978-4800304940
    - NHK、連続テレビ小説の特集本。
    - 第一章の「朝ドラを変えた21世紀の重要作」としてピックアップした5作品の内で「ゲゲゲの女房」を紹介し、山本むつみのインタビューを収録。

  - 朝ドラの55年 - 全93作品完全保存版（NHK出版） ISBN 978-4144072130
    - NHKドラマ番組部監修で1961年から2015年までの連続テレビ小説93作品を紹介。
    - 『ゲゲゲの女房』からは作品紹介の他、松下奈緒のインタビューなどを掲載。

#### CD
- ありがとう（2010年5月5日発売）
- 『ゲゲゲの女房』オリジナルサウンドトラック（2010年6月16日発売）
- 『ゲゲゲの女房』オリジナルサウンドトラック2（2010年9月15日発売[59]）

#### DVD
発売元：NHKエンタープライズ、販売元：東映・東映ビデオ
- 連続テレビ小説 ゲゲゲの女房 完全版 DVD-BOX 1（4枚組 第1週 - 第8週収録 2010年8月6日発売）
- 連続テレビ小説 ゲゲゲの女房 完全版 DVD-BOX 2（4枚組 第9週 - 第16週収録 2010年10月21日発売）
- 連続テレビ小説 ゲゲゲの女房 完全版 DVD-BOX 3（5枚組 第17週 - 最終週収録 2010年12月3日発売）

### 関連番組
以下、2010年に放送された番組順に掲載。いずれも副音声での解説なし。
- ゲゲゲの女房がやってくる（総合・BS-hi）
  - 1月 - 3月の随時10分間 ドラマの見所紹介や収録風景の舞台裏紹介、出演者インタビューなど。
- 新・朝ドラは8時から!!ゲゲゲの女房放送直前SP（総合）3月22日 5時10分 - 5時40分、3月25日 8時35分 - 9時
  - 上記『ゲゲゲの女房がやってくる』と同じ内容。
- ふるさと発-ふるさとから、あなたへ-ようこそ! "ゲゲゲの女房"のふるさとへ（総合 / 山陰ローカル） 4月2日 19時30分 - 19時55分、4月3日 10時5分 - 10時30分、（BS-hi / 全国）4月7日 9時 - 9時26分、4月15日（4月16日深夜）1時 - 1時26分
  - ドラマの舞台島根県安来市と鳥取県境港市を訪ねた。
- 鶴瓶の家族に乾杯（総合）
  - 「向井理〜島根県安来市（前編）〜」（5月31日）、「向井理〜島根県安来市（後編）〜」（6月7日）を放送。番組内で原案者の実家も訪れた。
- ゲゲゲの女房・安来編ふたたび〜布美枝の結婚までの物語〜（総合）6月20日 17時 - 18時（一部地域では別日時）
  - 安来での独身生活から布美枝と茂の運命的な出会い、そして結婚に到るまでのドラマ最序盤の「安来編」を視聴者のリクエストに応えて再構成して放送。
- 視点・論点（教育）7月20日
  - 出演：藤原智美
  - テーマ：『ゲゲゲの女房』と現代家族の風景
- 第42回思い出のメロディー（総合）8月21日 / （BS2）8月28日
  - 三宅裕司とともに松下が司会。いずみたく特集で熊倉一雄はアニメ『ゲゲゲの鬼太郎』オープニングテーマ（主題曲）を歌唱するとともに、本作を毎日見ていると語った。同特集の「見上げてごらん夜の星を」では、松下がピアノを演奏した。
- ぴったんこカン・カン2時間SP（TBS）9月24日
  - 3部構成で最初に「ゲゲゲの女房に会いに行く」と題し、川崎市の音楽スタジオに安住紳一郎（TBSアナウンサー）が出向き、松下へのインタビューとピアノ演奏などを20分ほど放送。
- 第61回NHK紅白歌合戦（総合・BS2・BS-hi・ラジオ第1）12月31日
  - 「キャラクター紅白歌合戦」のコーナー終了後、紅組司会の松下を応援するため、向井と大杉と古手川が登場。また主題歌「ありがとう」は、まず松下がピアノヴァージョンを独奏し、次にいきものがかり（紅組）が歌唱した。その“夢リレー”と表現された時間帯の視聴率は、国民的人気を誇ると表現された白組の嵐（直前に出演）の数値を2.2ポイント上回り、「ゲゲゲの女房」効果と報じられた[60]。

### その他
- 村井家の茶の間に水木しげるが描いた「一反木綿」が額縁に入れて飾られた。この絵は布美枝を第一印象で一反木綿に見立てた茂が描いたもので、第17週に村井家が改築されるまで布美枝の心理を表すように要所要所でアニメーション化された。
- 第10・11回（4月8日・4月9日放送分）では、実在する「チキンラーメン」を模した「星印即席 スターラーメン」の試食販売会の模様が放送された。この即席ラーメンについては2003年度下半期「てるてる家族」で開発過程が描かれている。
- 第14週から『月刊漫画ガロ』を模した漫画雑誌『月刊漫画ゼタ』が登場した。「ゼタ」の表紙ロゴは下半分を隠すと「ガロ」と読める（参考サイト ）。
- 第92回（7月13日放送分）のテレビ視聴シーンでは『ブーフーウー』や『夢であいましょう』など当時NHKで放送していた人気番組が使われた（ライブラリーの映像を再生）。他にも第106回（7月29日放送分）の『悪魔くん』テレビ化第1回の視聴シーン（1966年〈昭和41年〉10月）ではモノクロ実写版『悪魔くん』の映像が使われた（東映提供）ほか、第115回（8月9日放送分）の『ゲゲゲの鬼太郎』テレビ化第1回（1968年〈昭和43年〉1月）の視聴シーンではモノクロ版のオープニング映像（オープニングアニメーション）が、第150回（9月18日放送分）の『ゲゲゲの鬼太郎』3回目のテレビ化（1985年〈昭和60年〉10月）の決定シーンでも当時のオープニング映像が資料としてそのまま使われた（ただし主題歌ではなくナレーションとバック音楽が流れた）。
- 第113回（8月6日放送分）では、布美枝が自動車運転免許を取得して喜ぶシーンで免許証がアップになったとき、本籍地に『島根県境港市』との誤植があった[61]。以降の再放送は、昼が布美枝の別カット、夜のBS2が『鳥取県境港市』に訂正された。
- 「鬼太郎」テレビ化3回目の放送初日の1985年10月12日を扱った第150回（9月18日放送分）では、「鬼太郎」が「毎事新聞」夕刊のテレビ欄に「8チャンネル・未来放送」（民放テレビ局のパロディ）で18時30分 - 19時までの新番組として記載された。初回タイトルも実際に民放テレビ局で放送されたものと同じ「謎の妖怪城出現!!」であった。
- スピンオフ「いちごとせんべい」 NHK地上デジタル放送普及キャンペーンの一環として、松下と向井の夫妻役が下町の煎餅屋を舞台に描きつつ、地デジの魅力をドラマ仕立てで紹介する。当初はウェブ限定公開だったが、好評に付きテレビ放送も決定（BS-hi6月13日 / 総合7月4日[注 39] に放映された）同じ舞台設定で続編「割れたせんべい」が制作され、ウェブ公開されると共に、デジタル放送完全移行までちょうど1年となった7月24日に総合16時50分 -16時58分で放映された。

## 映画
2010年11月20日公開。主演・吹石一恵、宮藤官九郎。監督・鈴木卓爾。

## 舞台
東宝の製作により水野美紀と渡辺徹の主演で舞台化され、2011年9月23日に鳥取県境港市の境港市民会館にて開幕し、11月までに東京・日比谷のシアタークリエなど全国16都市にて上演された。

### キャスト
- 村野布子 - 水野美紀
- 水木しげる - 渡辺徹
- 根津川恭一 - 梅垣義明
- 五十嵐三郎 - 篠田光亮
- 勝田鈴次郎 - 大和田獏
- 池下重大
- 原口健太郎
- 深津紀暁
- 板垣桃子
- 鈴木めぐみ
- 外山博美
- 宮菜穂子

### スタッフ（舞台）
- 原作 - 武良布枝『ゲゲゲの女房』（実業之日本社）
- 脚本・演出・美術 - 東憲司
- 音楽 - 川崎貴人
- 照明 - Jimmy
- 音響 - 藤田赤目
- ヘアメイク - 福島久美子
- 舞台監督 - 望月康彦
- 演出助手 - 寺﨑秀臣
- プロデューサー - 田中利尚
- 製作 - 東宝

### 公演日程
- シアタークリエ
  - 2011年9月29日 - 10月7日、13公演
- 全国公演
  - 2011年9月23日（境港市民会館）、2公演
  - 2011年10月9日 - 11月7日、14都市16公演